# Carnaval d'Etxauri

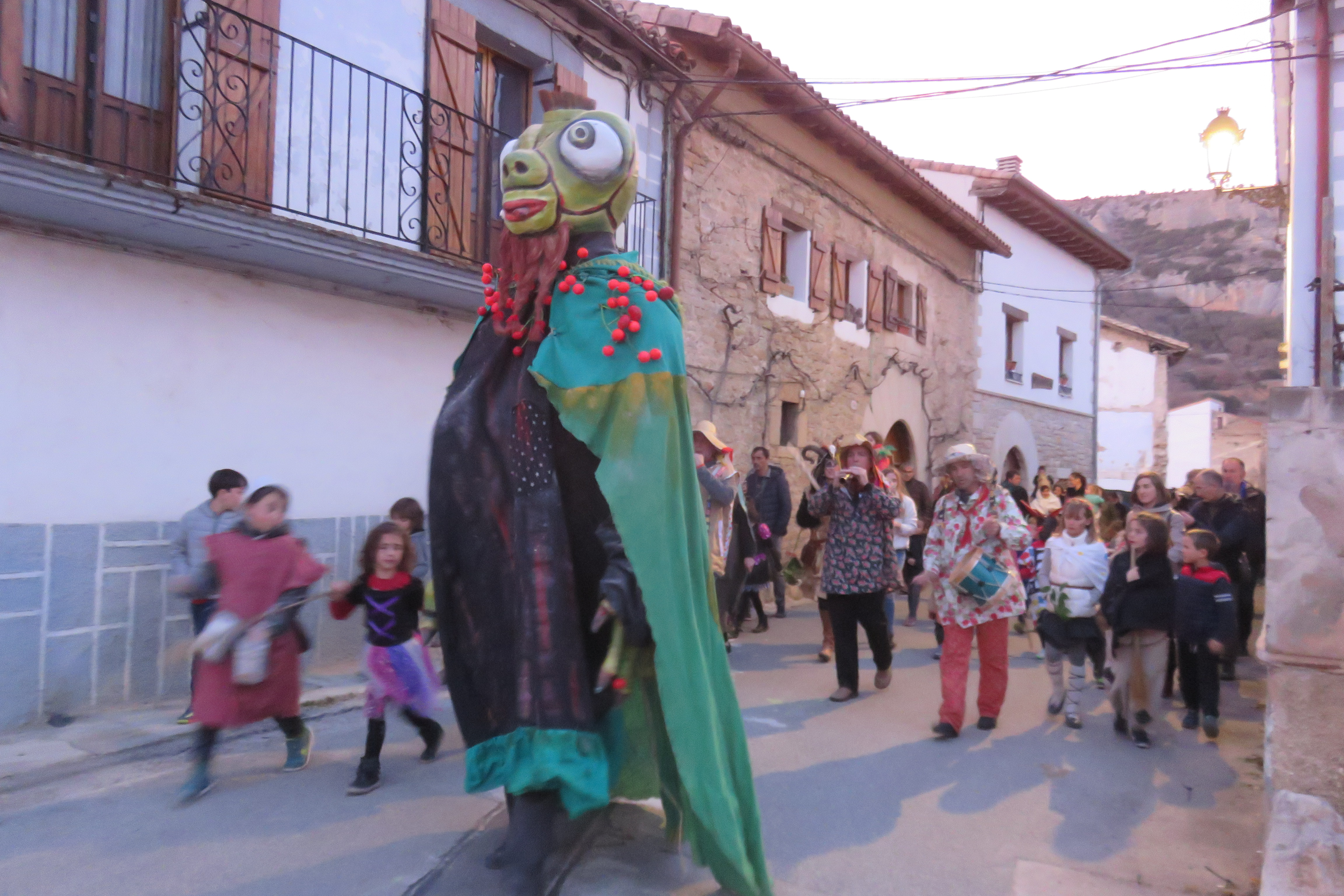
Gerexipot ferme le cortège (2019).

Le carnaval de la vallée d'Etxauri (en basque Etxauribarreko Inauteriak) est une des principales festivités de la vallée d'Etxauri dans la communauté forale de Navarre (Espagne).
Cette fête traditionnelle basque annuelle se déroule en janvier ou en février.

## Origine
Etxauri est un village d'environ 600 habitants dans la merindad de Pampelune en Navarre. Son carnaval a été recréé en 2014 par un collectif local. Une histoire a été imaginée pour le supporter, basée sur des personnages traditionnels basques et liée à l'environnement, l'essence et le mode de vie de la vallée. Les divers costumes ont été fabriqués sur place. Un zortziko a été créé spécialement par le musicien et dantzari Oskar Arizala.

## Déroulé

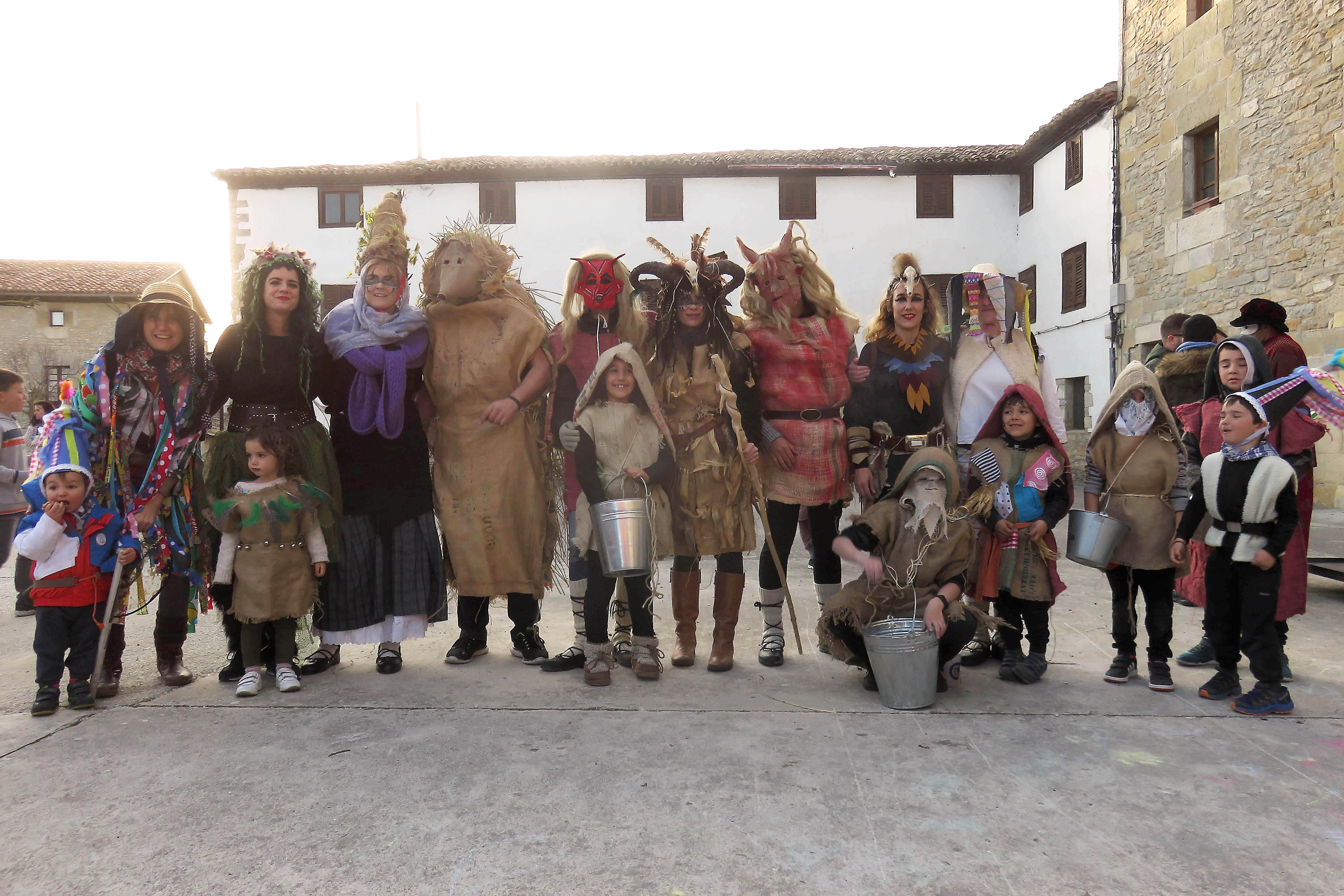
Personnages du carnaval 2019.

Les habitants miment la capture et l'exécution de Gerexipot, un géant à tête de grenouille personnification du Mal, coupable d'avoir empoisonné les célèbres cerisiers de la vallée avec une huile toxique.
Les maires (Alkateak) Beseubaz et Aberatxuri ouvrent la cérémonie, escortés de porte-drapeaux (banderadunak) brandissant les bannières des villages de la vallée. Aidés de sorcières, d'arbres à taille humaine (basaki) et des divinités Mari et Maju, ils capturent Gerexipot qu'ils promènent en triomphe dans les hameaux de la vallée et dans les rues du bourg avant de le brûler sur la place au milieu d'une grande danse de zortziko.
Parmi les autres personnages traditionnels figurent les Hauts-botatzaileak (en français : les jeteurs de cendres), qui jettent en l'air la cendre qu'ils transportent dans des seaux.

## Galerie

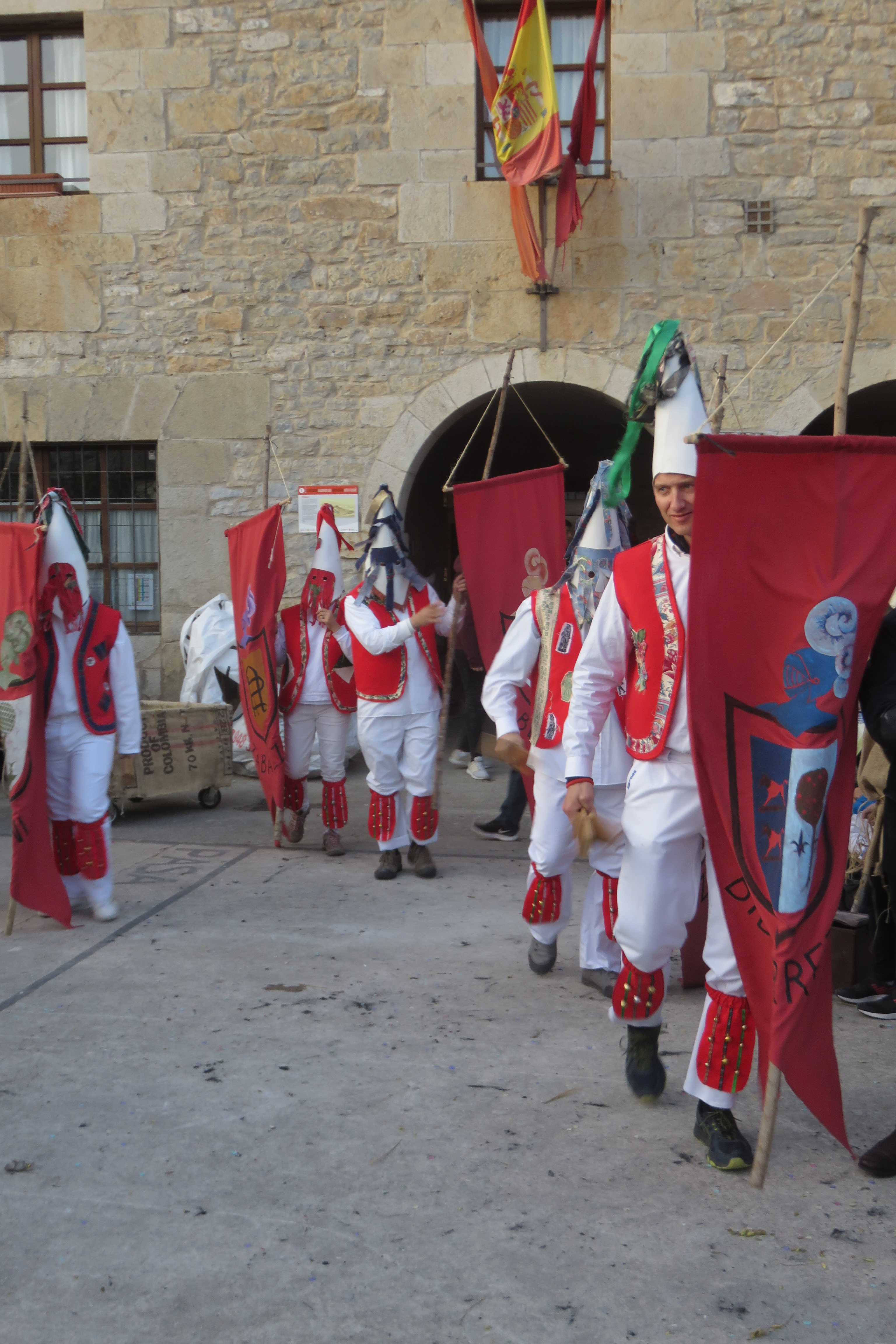
Banderadunak.
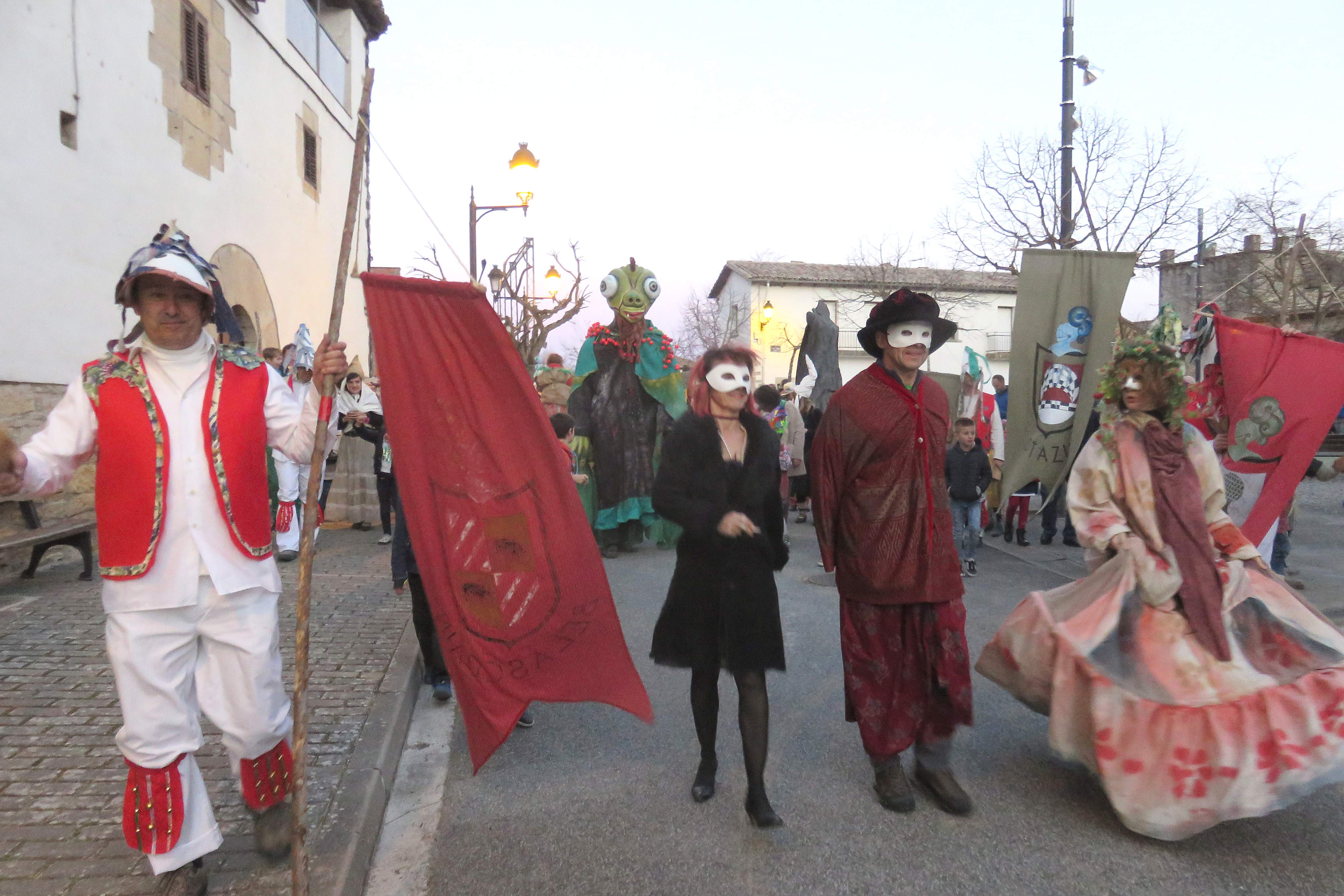
Les Alkateak (maires/mairesses).
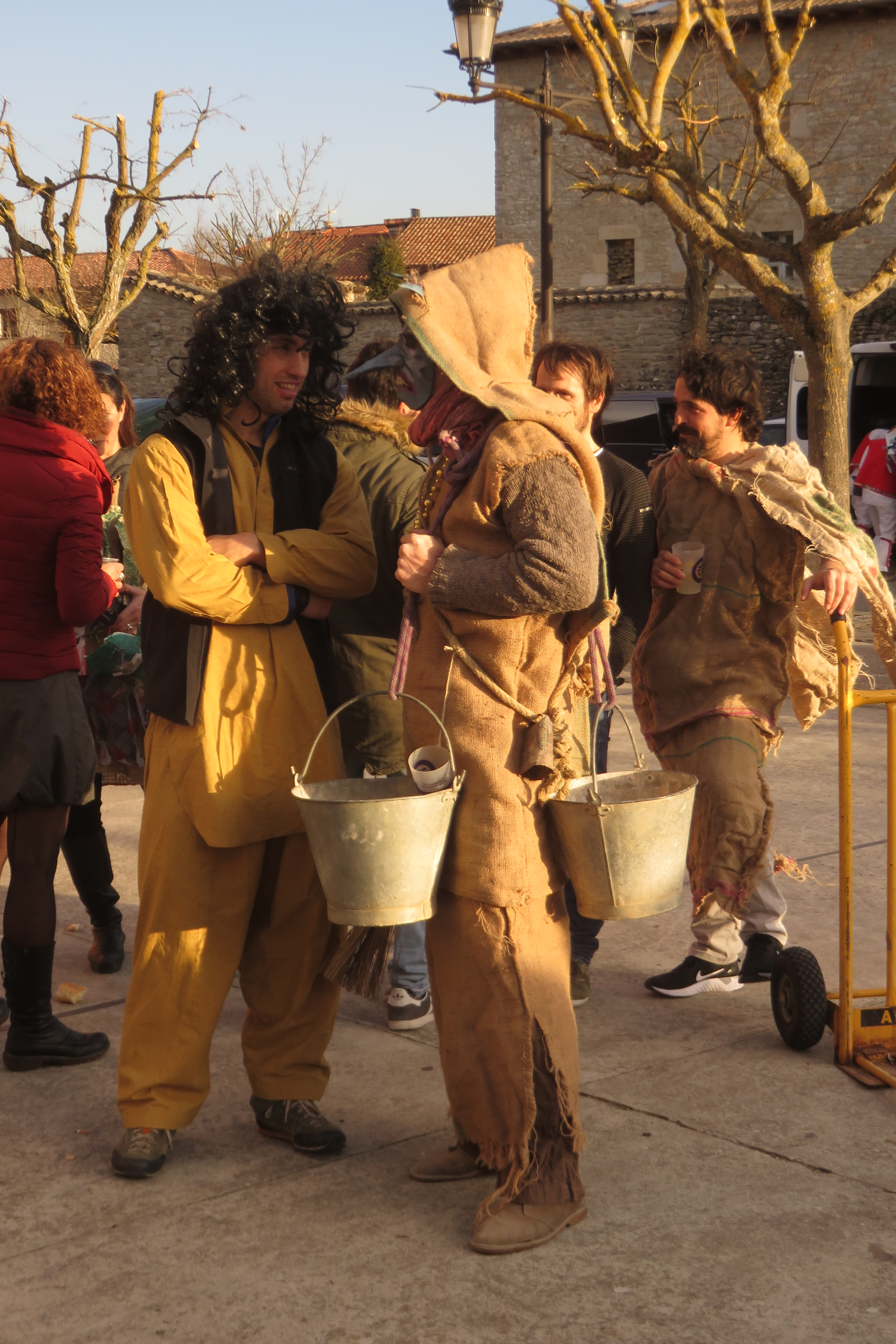
Hauts-botatzaileak'.
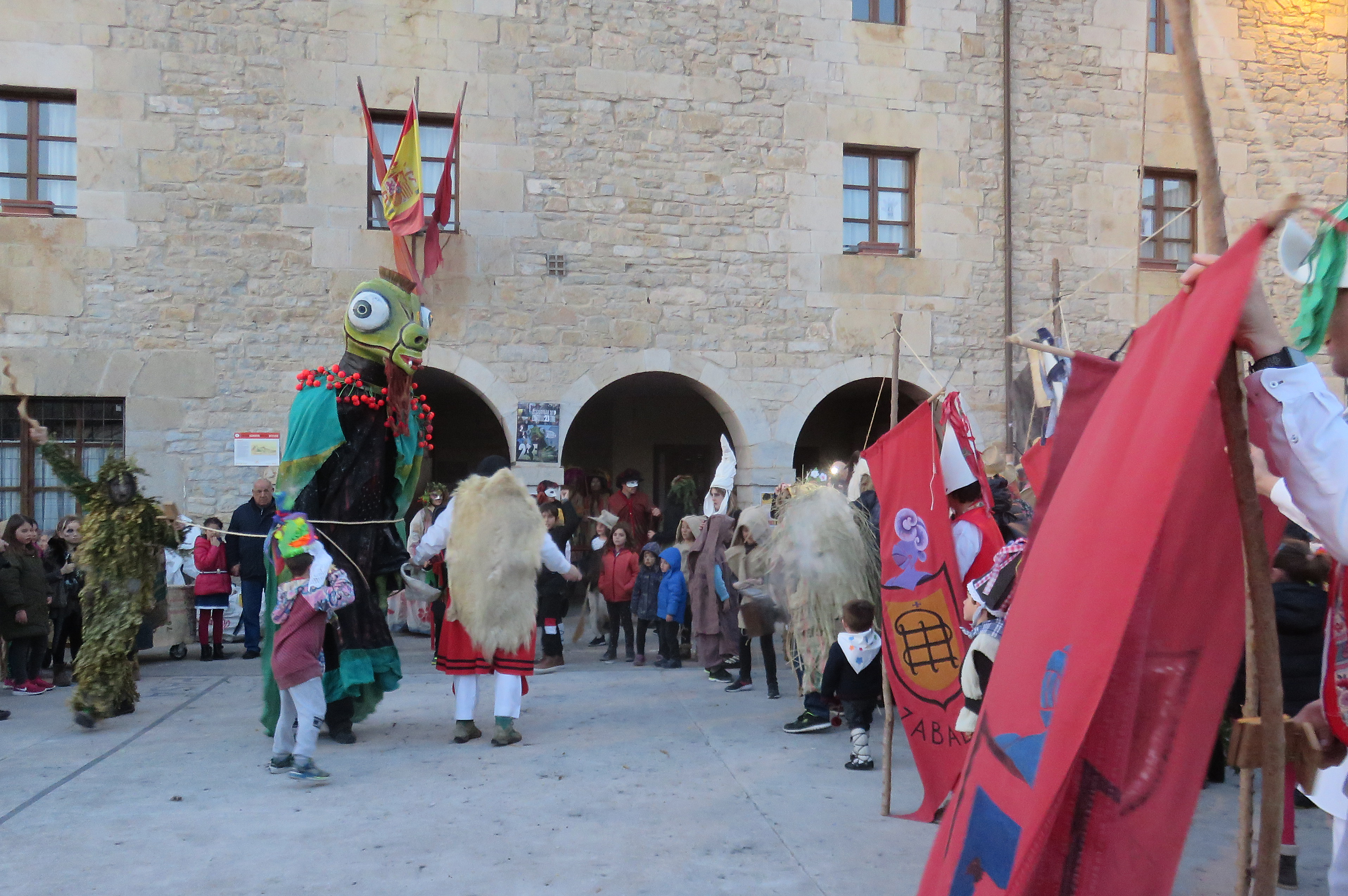
Capture de Gerexipot.
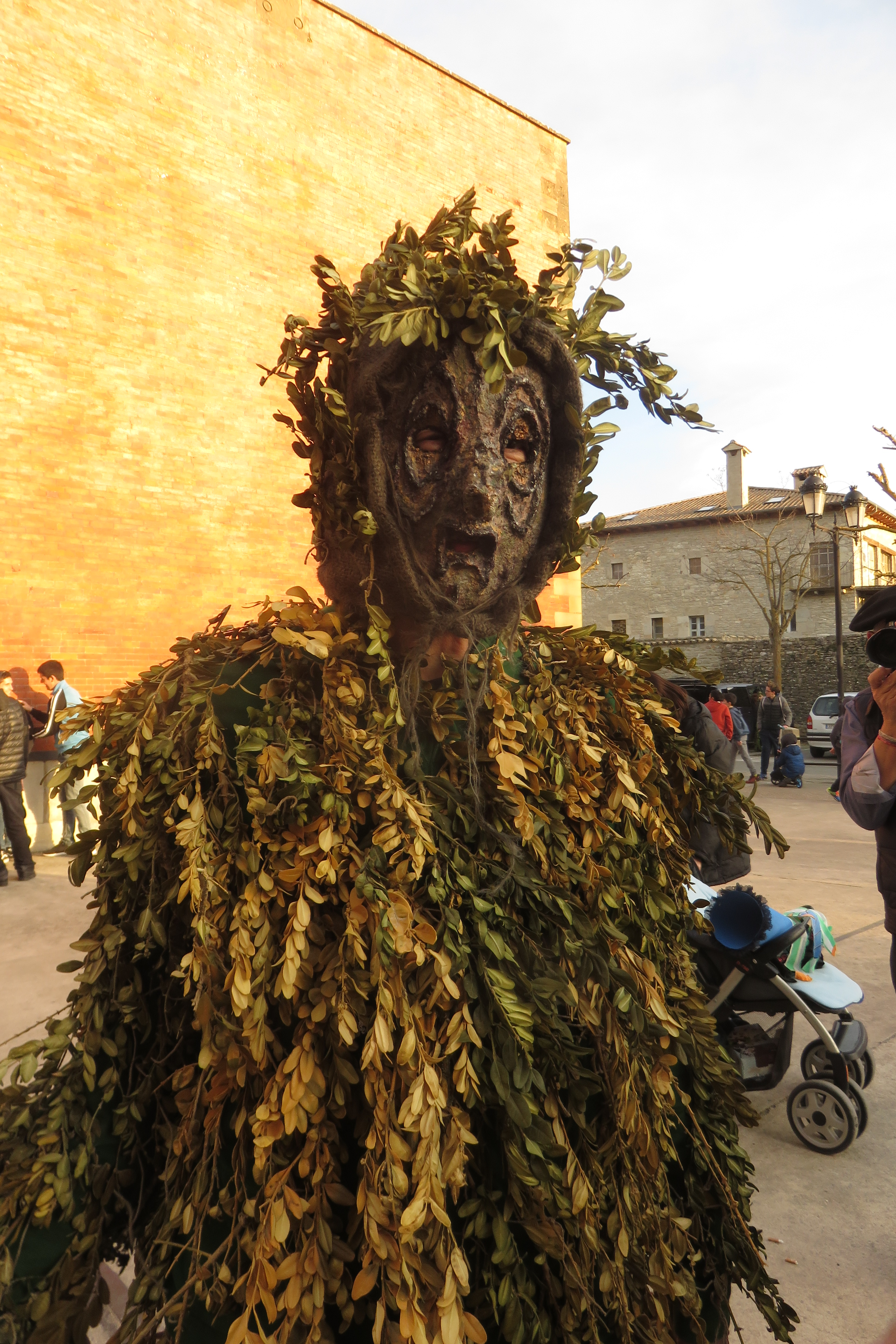
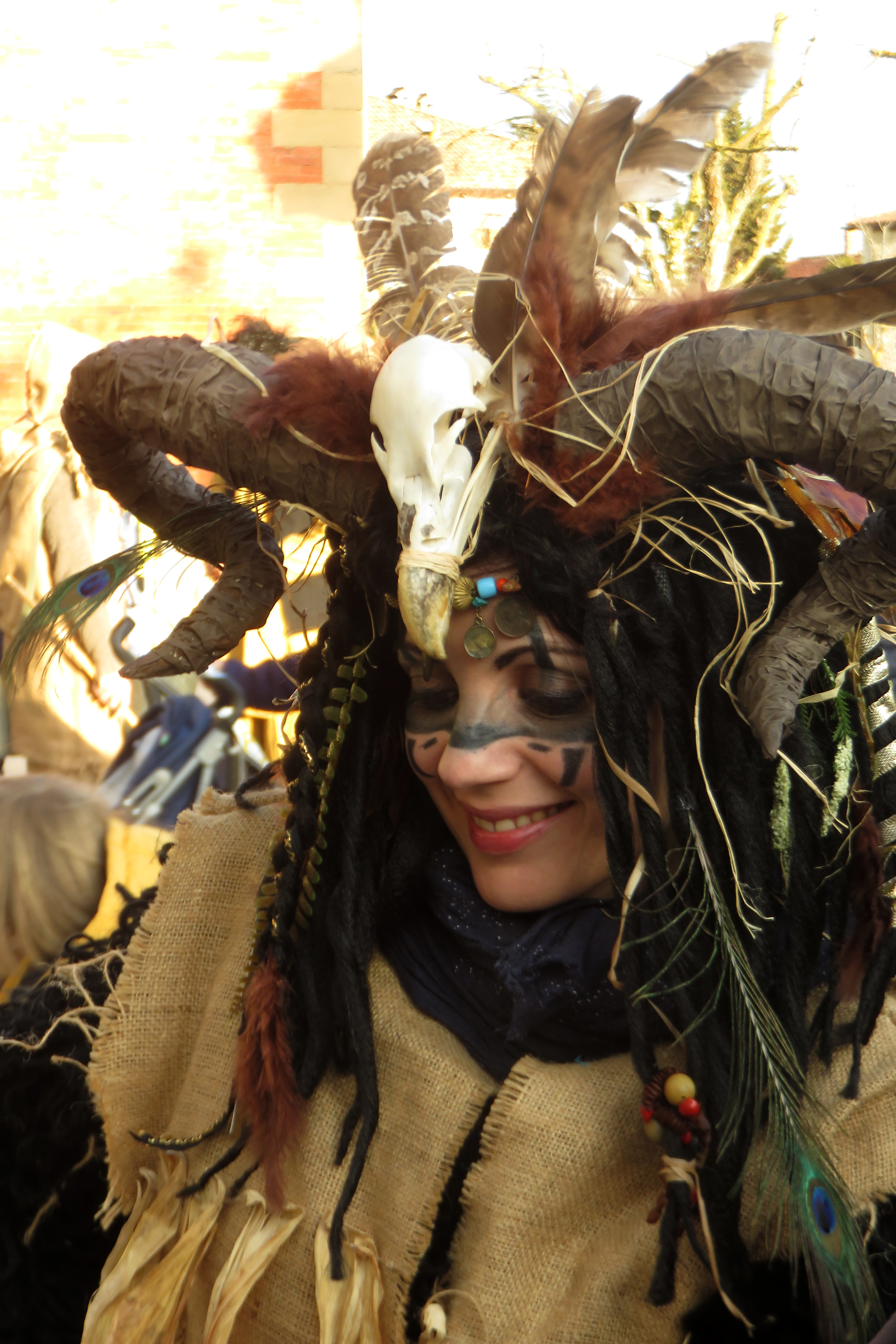